# Heckbach (Echaz)
Der Heckbach ist ein 4,9 km langer Bach im mittleren Baden-Württemberg, der die kleine Hochebene Härten auf dem Gemeindegebiet von Kusterdingen entwässert. Er mündet in Gemeinde und Ort Wannweil im Landkreis Reutlingen von links und Südwesten in die untere Echaz, die bald darauf den Neckar erreicht.

## Geographie

### Verlauf
Der Heckbach entspringt als Hollbach einer Quelle auf etwa 409 m ü. NN im Gewann Schlat nordöstlich von Kusterdingen-Wankheim und zieht in flachem Lauf ostwärts auf den Gemeindeteilort Jettenburg zu, wobei er einige teils längere Zuläufe aufnimmt. Kurz vor Jettenburg unterquert er die B 28, dann durchläuft er das Dorf, wendet sich an dessen Ende einem Waldrand entlang nach Norden und nimmt hier seinen nur halb so langen linken Quellbach Segaderbach auf. Der vereinte, nun Heckbach heißende Bach quert in inzwischen merklicher Talmulde und in nordöstlicher Richtung auf einem knappen halben Kilometer einen Waldstreifen, nach dem ihm bald von Süden der Lumpenbach zuläuft, der ihn selbst hier nach Länge wie Einzugsgebiet etwas übertrifft. Danach zieht er nordnordöstlich nach Wannweil, wo er in der Dorfmitte auf etwa über 320 m ü. NN von links in die untere Echaz mündet.

### Einzugsgebiet
Der Heckbach hat ein Einzugsgebiet von 13,2 km² Größe, zu dem der Lumpenbach 6,38 km² beiträgt. Es erstreckt sich von seiner Südwestspitze westlich von Kusterdingen-Mähringen, wo es mit rund 440 m ü. NN die größten Höhen erreicht, über knapp 6 km nach Nordosten zur Mündung; quer dazu erreicht es eine Breite von knapp 3,5 km. 
Im Nordwesten grenzt das Einzugsgebiet des Neckar-Zuflusses Blaulach an, im Norden entwässert die Ramslach das Dorf Kusterdingen ebenfalls direkt zum Neckar. Im Nordosten konkurriert die aufnehmende Echaz, im Osten und Südosten schiebt sich deren linker Zufluss Firstbach dazwischen. Die südliche Wasserscheide verläuft dicht am Talrand des Herrenbachs, der selbst westlich zur Steinlach entwässert, welche zuletzt im Südwesten konkurriert und ebenfalls den Neckar speist.
Vom Einzugsgebiet gehören etwa 0,7 km² an dessen Nordostspitze vor der Mündung zu Wannweil, am Südostrand weniger als 0,3 km² unbesiedeltes Terrain zur Ohmenhausener Gemarkung von Reutlingen, der weit überwiegende Rest gehört zu Kusterdingen. Etwa 1,4 km² seiner Fläche ist bewaldet, im Offenland überwiegt deutlich der Ackerbau. 

### Zuflusssystem
Hierarchische Liste der Zuflüsse von der Quelle zur Mündung. Gewässerlängen in der Regel nach LUBW-FG10 (Datensatzeinträge), Einzugsgebiete entsprechend nach LUBW-GEZG, Seeflächen nach LUBW-SG10, Höhenangaben nach dem Höhenlinienbild auf dem Geodatenviewer. Andere Quellen für die Angaben sind vermerkt.
Auswahl.
Ursprung des Heckbachs durch Zusammenfluss von Hollbach und Segaderbach unter 300 m nordöstlich des Ortsrandes von Jettenburg auf etwa 352 m ü. NN.
- Offizieller[7] Quellbach Hollbach, von rechts, 2,655 km. Entspringt zwischen den Orten Wankheim und Jettenburg der Gemeinde Kusterdingen im Gewann Schlat einer Quelle auf etwa 409 m ü. NN.
  - Zufluss vom Ostrand Wankheims, von rechts, 0,682 km.
  - Zufluss aus einer Quelle in den Rohräckern, von links, 0,142 km.
  - Zufluss vom Ostrand Wankheims, von rechts, 0,921 km.
  - Der Hollbach durchfließt Jettenburg.
- Anderer Quellbach Segaderbach, von links, 1,342 km. Entsteht nordwestlich von Jettenburg im Hagen auf etwa 399 m ü. NN.
  - Erlach, von links kurz vor dem Zusammenfluss des Segaderbachs auf etwa 359 m ü. NN, ca. 0,7 km.[8]
- Lumpenbach, von rechts zwischen Koblet- und Wartwasen auf 336 m ü. NN[9], 4,122 km und 6,38 km². Entsteht in Kusterdingen-Mähringen als Brühlbach auf etwa 413 m ü. NN. Der Heckbach hat an diesem Zufluss ein Einzugsgebiet von nur 5,632 km².
  - Kürzerer Lumpenbach-Quellast, von rechts am Westrand des Gewerbegebietes bei Reutlingen-Ohmenhausen auf 376 m ü. NN[10], 1,675 km.

Mündung des Heckbachs in Wannweil neben dem Unteren Mühlweg nahe beim Rathauskreisel von links und Südwesten in die untere Echaz. Der Bach ist hier ab dem Zusammenfluss seiner Quellbäche 2,198 km, ab der offiziellen Hollenbach-Quelle 4,853 km lang und hat ein Einzugsgebiet von 13,153 km² hinter sich.

### Ortschaften
Außer dem Mündungsdorf Wannweil (eigene Gemeinde) liegen noch die Kusterdingener Orte Jettenburg am Bachlauf (Hollbach-Oberlauf) und Mähringen um den Ursprung des Hauptzuflusses Lumpenbach. 
Im Einzugsgebiet liegen noch weitere Ortsteile von Kusterdingen, nämlich die Nordspitze von Immenhausen und ganz Wankheim. Rechts dem mittleren Lumpenbach-Lauf entlang zieht sich ein Gewerbegebiet.

## Geologie
Das Einzugsgebiet liegt ganz im Schwarzen Jura. Auf drei Vierteln seiner Fläche auf der Hochebene liegt darauf quartäres Lösssediment.